# Colletes marleyi
Colletes marleyi là một loài Hymenoptera trong họ Colletidae. Loài này được Cockerell mô tả khoa học năm 1919.
Loài này phân bố ở Zimbabwe.